# Ботанический сад (Рио-де-Жанейро)

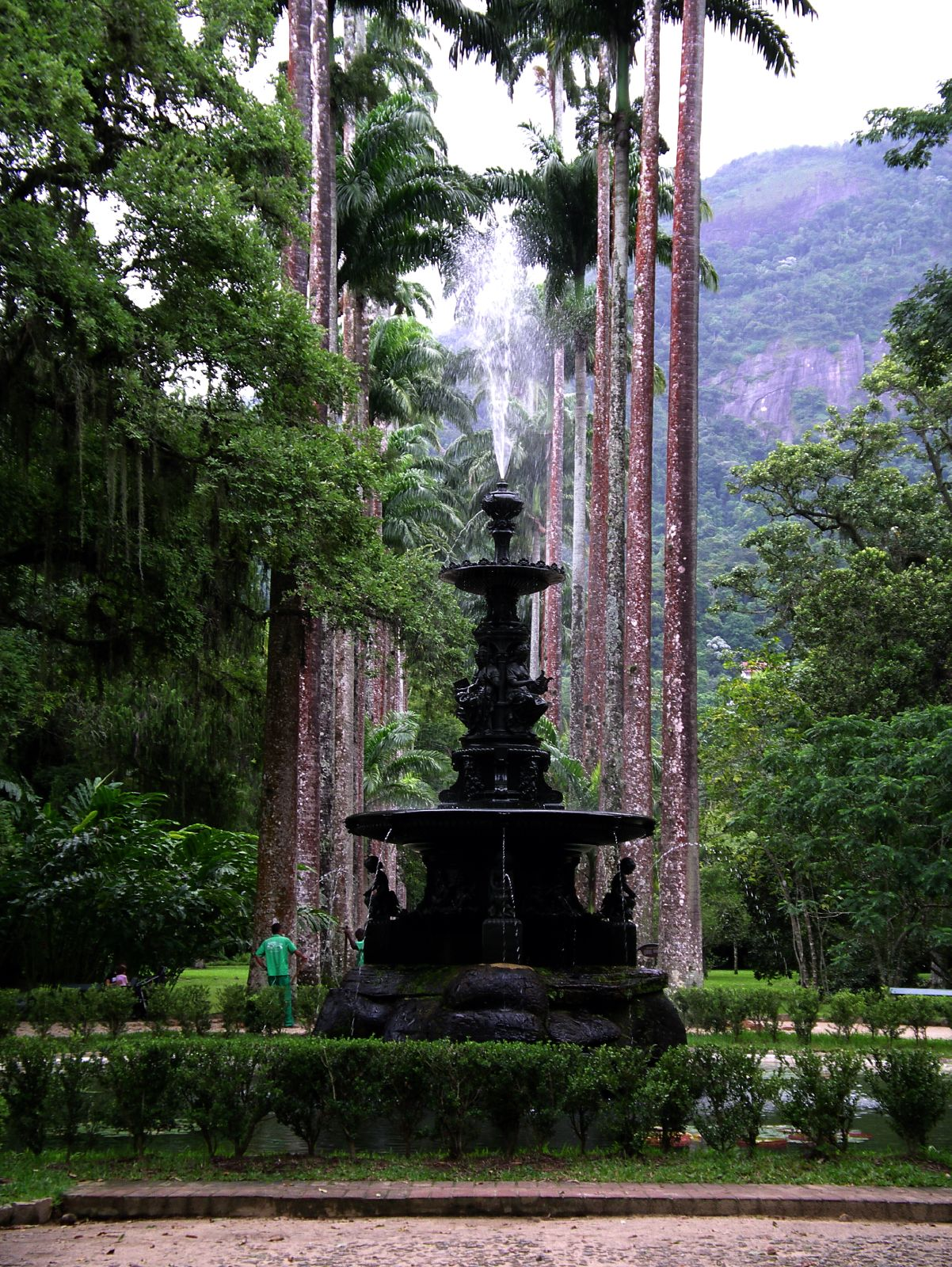
Фонтан муз и авеню королевских пальм

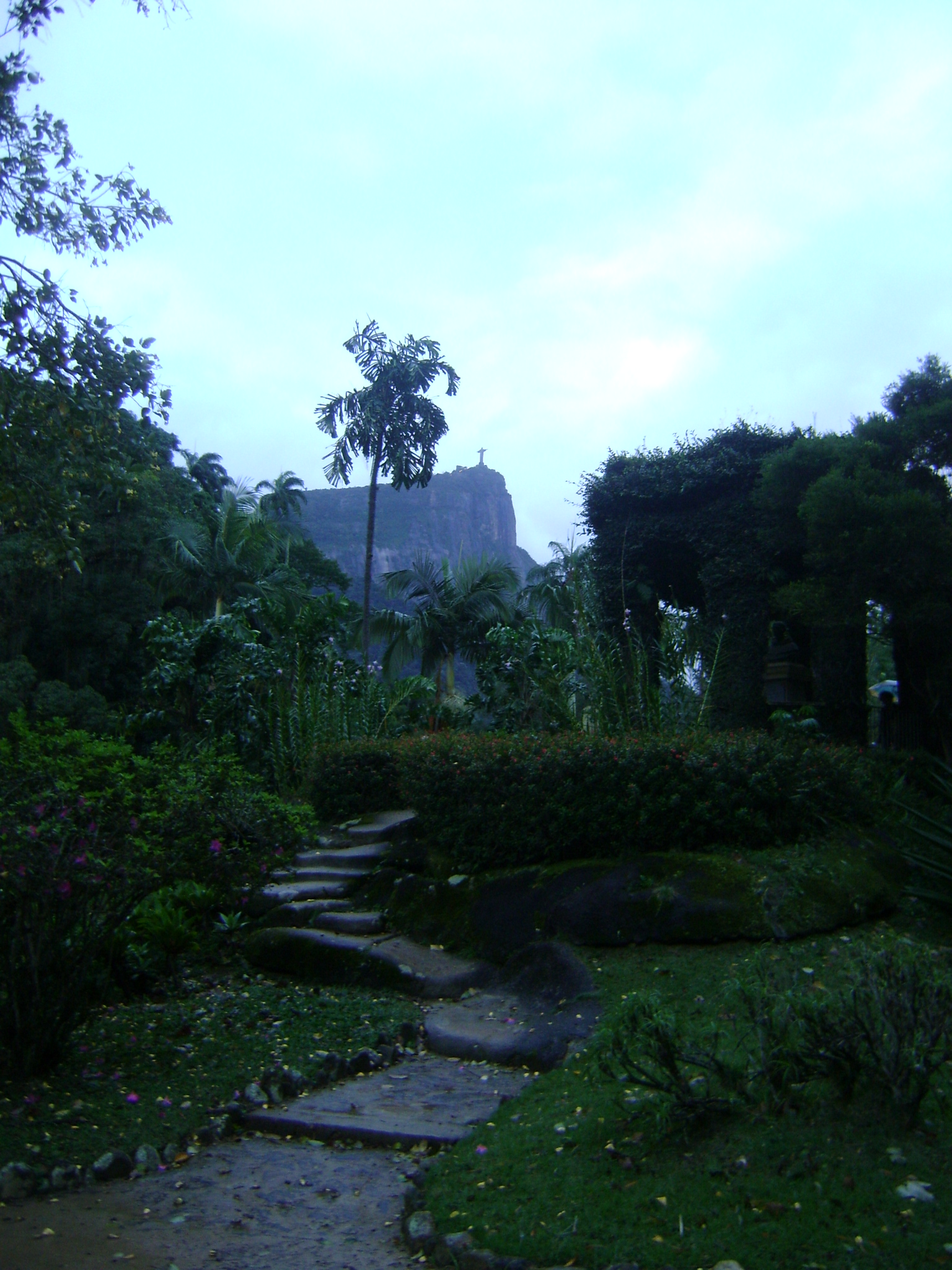
Вид на Статую Христа-Искупителя из сада

Ботанический сад Рио-де-Жанейро (порт. Jardim Botânico do Rio de Janeiro) расположен в районе Жардин-Ботанику в Южной зоне города Рио-де-Жанейро (Бразилия).
Ботанический сад демонстрирует разнообразие бразильской и иностранной флоры. На территории в 54 гектара произрастает около 6500 видов растений, некоторые из них исчезающие, часть из них содержится в нескольких теплицах. В саду расположены также памятники исторического, культурного и археологического значения. Здесь же работает и важный научный центр, имеющий наиболее обширную библиотеку в Бразилии, специализирующуюся на ботанике, с около 32 000 единицами хранения.
Ботанический сад был основан в 1808 году португальским королём Жуаном VI. Первоначально он предназначался для акклиматизации экзотических для Бразилии растений, из которых изготовляли пряности, таких как мускатный орех, чёрный перец и корица, импортируемых из Вест-Индии. Ботанический сад был открыт для посетителей в 1822 году, и ныне он открыт ежедневно в дневное время за исключением 25 декабря и 1 января.
Парк в 140 гектаров лежит у подножия горы Корковаду, располагаясь по правую руку от статуи Христа-Искупителя и обладает около 6000 различных видов тропических и субтропических растений, включая 900 различных видов пальм. Линия в 750 метров из 134 пальм формирует «Авеню королевских пальм», ведущую от входа в сады. Все эти деревья произошли от одного «Palma Mater», погибшего давно от удара молнии. Только около 40 % территории парка культивируются, остальную часть составляет атлантический лес, поднимающийся на склоны Корковаду.
Парк охраняется Институтом национального исторического и художественного наследия Бразилии и был определён в качестве биосферного заповедника ЮНЕСКО в 1992 году.